# US Open 2020/Quadeinzel
Das Quadeinzel (Rollstuhl) der US Open 2020 war ein Rollstuhltenniswettbewerb in New York City und fand vom 10. bis zum 13. September statt.
Vorjahressieger war Andrew Lapthorne, der in der Gruppenphase ausschied. Den Titel gewann Sam Schröder, der sich im Endspiel in drei Sätzen gegen den topgesetzten Weltranglistenführenden Dylan Alcott durchsetzte.

## Setzliste
| Nr. | Spieler          | Erreichte Runde |
| --- | ---------------- | --------------- |
| 01. | Dylan Alcott     | Finale          |
| 02. | Andrew Lapthorne | Gruppenphase    |

## Ergebnisse
Zeichenerklärung
- Q = Qualifikant
- WC = Wildcard
- LL = Lucky Loser
- ITF = qualifiziert über ITF-Ranking
- ALT = alternate (Ersatz)
- PR = Protected Ranking
- SE = Special Exempt
- r = retired (Aufgabe)
- d = Disqualifikation
- w.o. = walkover
- [ ] = Match-Tie-Break

Finale
|  | Finale |              |    |   |   |
|  |        |              |    |   |   |
|  | 1      | Dylan Alcott | 65 | 6 | 4 |
|  | WC     | Sam Schröder | 7  | 0 | 6 |
|  |        |              |    |   |   |

Gruppenspiele
|    |                  | Alcott         | Wagner         | Schröder | Lapthorne     | Round Robin S-N | Sätze S-N | Spiele S-N | Pos. |
| 1  | Dylan Alcott     |                | 6:1, 6:78, 6:0 | 6:2, 6:4 | 6:1, 7:64     | 3:0             | 6:1       | 43:21      | 1    |
|    | David Wagner     | 1:6, 7:68, 0:6 |                | 5:7, 4:6 | 2:6, 6:2, 4:6 | 0:3             | 2:6       | 29:45      | 4    |
| WC | Sam Schröder     | 2:6, 4:6       | 7:5, 6:4       |          | 6:2, 6:1      | 2:1             | 4:2       | 31:24      | 2    |
| 2  | Andrew Lapthorne | 1:6, 6:74      | 6:2, 2:6, 6:4  | 2:6, 1:6 |               | 1:2             | 2:5       | 24:37      | 3    |